# Glencoe (Louisiane)
Pour les articles homonymes, voir Glencoe.
Glencoe est une census-designated place de la paroisse de Sainte-Marie, en Louisiane, aux États-Unis. 